# HD 2039 b
HD 2039 b – planeta pozasłoneczna krążąca wokół gwiazdy HD 2039 po mocno wydłużonej orbicie. Jeden obieg macierzystej gwiazdy zajmuje jej ponad 3 lata. Jest gazowym olbrzymem o masie około 6,11 (± 0,82) MJ. Odkryto ją w 2002 r. poprzez wykrycie zmian w prędkości radialnej gwiazdy.